# Hysudra roana
Hysudra roana är en fjärilsart som beskrevs av Hans Fruhstorfer 1930. Hysudra roana ingår i släktet Hysudra och familjen juvelvingar. Inga underarter finns listade i Catalogue of Life.